# 天津西站
天津西站位于中国天津市红桥区子牙河与南运河之间，是北京局集团下轄的特等站。天津西站曾經是津浦鐵路的起点，现有京沪铁路、京沪高速铁路联络线、京津城际铁路联络线、津秦高速铁路、津保铁路交汇于此，是京沪高速铁路五大始发车站之一。
天津西站始建于1909年8月，1910年12月14日启用，站房由德国建筑师设计，为砖红色的德国新古典主义建筑。目前，天津西站老站房为天津市文物保护单位和特殊保护等级的历史风貌建筑，也是这一地区的地标性建筑。天津西站自2009年起开始进行扩建工程，建成现代化的新站房及前后广场等配套工程。新天津西站于2011年6月30日与京沪高速铁路同步投入使用。
天津西站是天津市中心城区的综合交通枢纽，天津地铁1号线、4号线和6号线在此交汇。此外，天津市交通集团在南广场西侧设有公路客运西站。

## 历史沿革

### 选址之争

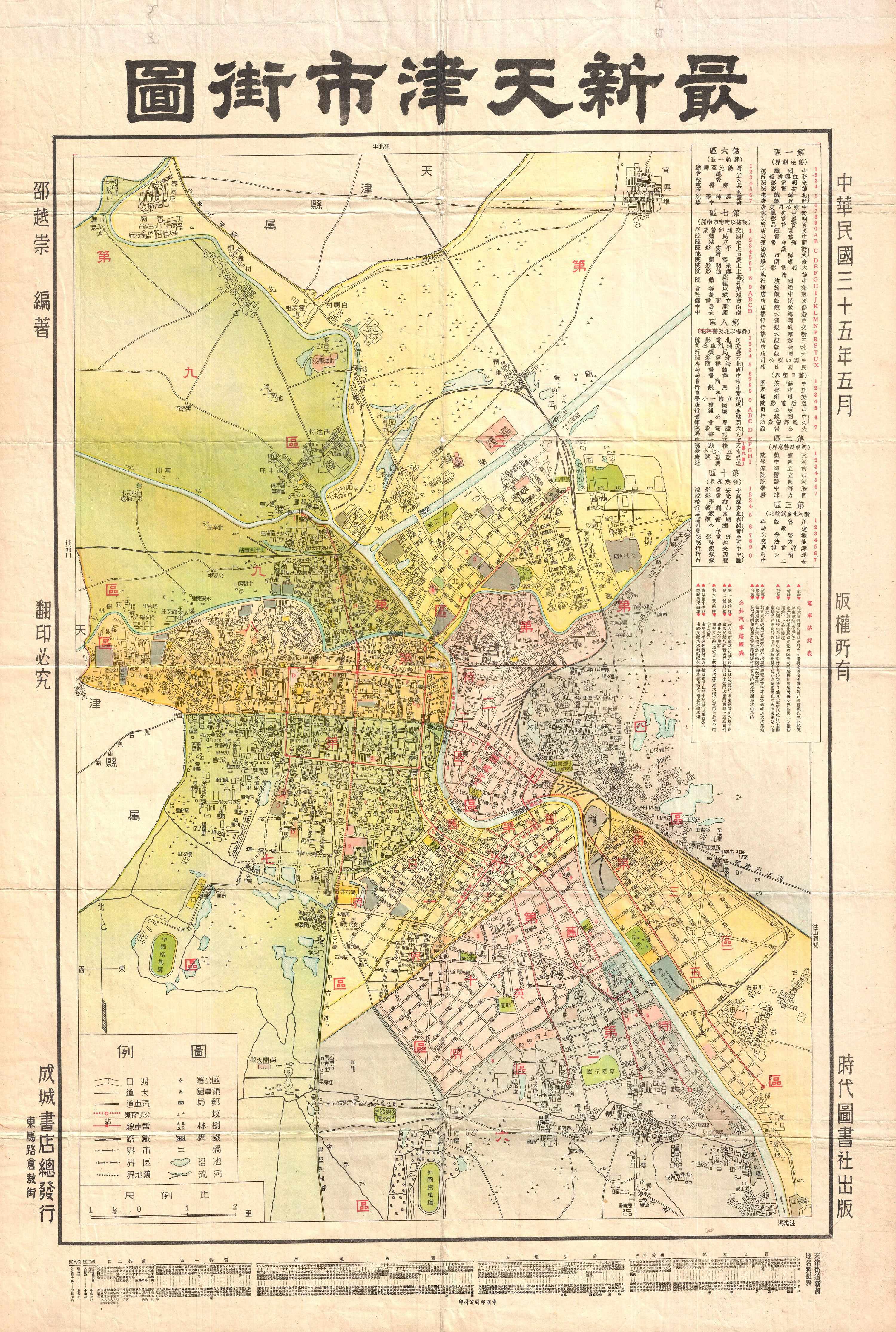
中华民国三十五年的最新天津市街图中标明有天津西车站

1908年5月，在慈禧太后批准建设津浦铁路的消息在民间流传后，天津当时最有名的26家商号，联合上书天津商会，要求在南开（今南开中学附近）设立车站。绅商们的理由是，南门外以南一带属于中国地界，在自己的属地上建设铁路可以既不受外国人的牵制；且此地距离租界较近，又避免各国产生不满。此外，南开一带空地多，可节省建路资金；同时，南开一带很少有墓地存在，不会因为迁坟而耽误工期。然而，北段总局饬总工程师勘察后认为，计划的地块紧挨租界，向洋商购地如同与虎谋皮。果然，各地产公司闻风而动，垄断了这个地块。天津士绅“激动公愤”，南开设站被迫停止。
后来，英德两国领事又请求在租界设立总站。北段总局认为，津浦铁路原就计划与京奉铁路接轨，在靠近租界的天津新站接轨有利于运输。津浦铁路督办徐世昌和帮办沈雲沛等人实地勘察后，议定在津北繁盛市场不远处设站，且容易与京奉铁路连接。

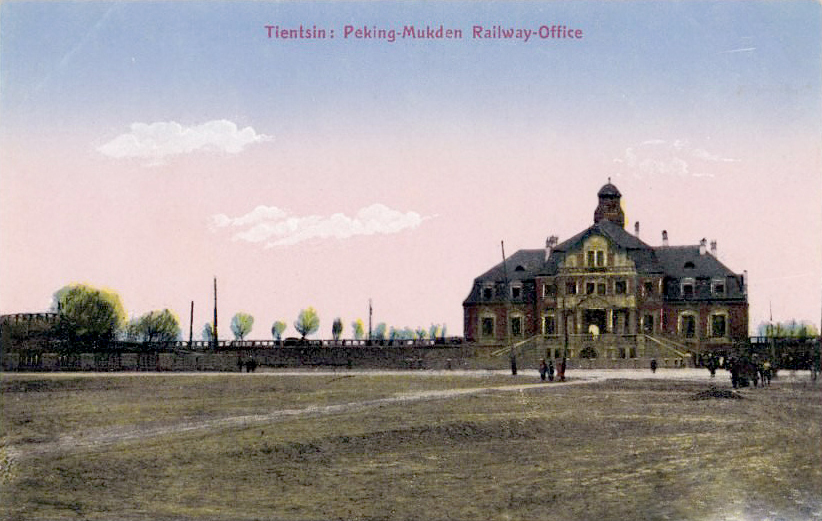
民国时期明信片上的天津西站

督办铁路大臣吕海寰自从接手津浦铁路的工程后，一面监督施工，一面派人调查适合建站的地方。津浦铁路北段开工8个多月后，吕海寰派出的调查员报送了一份极有价值的材料：“河北赵家场后空地有二顷有余，地势平坦，既无庐舍，又无坟墓，堪为建设总站之用。”
当时所称的“河北赵家场”是现在天津市红桥区的北营门至南运河一带，由于当时南运河并未裁弯而在河北岸，距离今天的天津西站约500米。自庚子之乱后，河北大街以及估衣街、锅店街、针市街等原本熙攘的商业闹市一度冷清。赵家场建成车站将有助于旧时繁华的恢复。于是，铁路施工的方向就逐渐向赵家场方向倾斜。虽然有些商人一再向天津商会建议设站“南开”，但只是被敷衍了事。
1910年3月，直隶、山东两帮商号127家联合再次上书天津商会，请求在“南开”至少设立一个分站。商绅们在两方面进行游说。其一，天津的商务政务都集中在老城厢一带，“南开”距离商务政务中心只有几里的路程，货运与交通十分便捷，利于节约运费和时间。而当时的天津总站（今天津北站）和赵家场站之间道路崎岖而又要辗转渡河，使货物的运费飙升，而旅客也要受颠簸之苦。其二，从总站到赵家场后，必西向经杨柳青过河达静海的良王庄，沿线里程达到40余华里，工费到达90多万两。但如果从赵家场通到“南开”，由“南开”通到八里台只有10多里，同样可以再按原来的津浦线行走，既经济又省时。

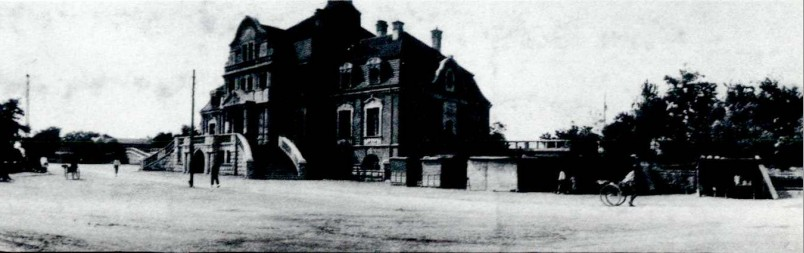
旧天津西站全景

1913年7月，宁星普、杨以德、杜宝桢等社会名流为首的绅商，再次向津浦铁路局提议在“南开”建站。他们提出，津浦铁路总站、西站都设立在河流以北，并将铁路开行三四年来并没有促进天津商业发展归咎于车站都在城北，使住在城南的商人到车站路途不便，而且河北大街狭窄行车不畅。如果在天津老城的西南部设站，不但交通便利，也平衡了城区发展。津浦铁路局在回信中拒绝并指出：为了筹建津浦铁路，已经两次向英、德银行借款，总数将近一千万英镑，所以现在无论铁路完工与否，都没有能力也没有打算在“南开”另设新站。况且老城厢与租界的交通，也并非如此难行。

### 清朝时期

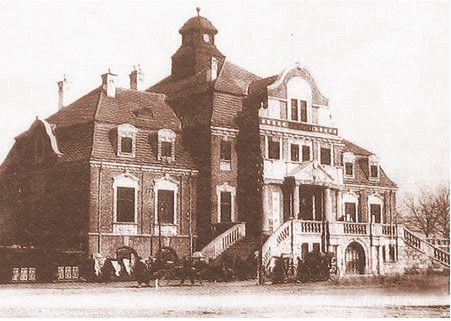
民国初年的天津西站站房

1898年9月，在清政府不知情的情況下，英国和德国的资本集团在伦敦举行会议，擅自决定承办天津至镇江的“津镇铁路”。事后，清政府屈服于压力同意修建并于1899年5月与英、德签订《津镇铁路借款草合同》，草合同被搁置近十年未有进展。
1908年1月，清政府与英德两国公司签订《天津浦口铁路借款合同》，并将“津镇铁路”改为由天津至南京浦口的“津浦铁路”，借款条件改为款路两分，中国获得几乎全部的管理权，当年吕海寰被任命为督办大臣后在北京设立总公所统筹建设事宜。当年津浦铁路分为南北两段施工，津浦北段在1908年6月开工建设，从天津到山东的韩庄为北段管理范围。但是与众不同的是，津浦铁路北段当时从半截开始施工，从静海县的良王庄向天津市内修筑，这样做是因为天津起点的地址始终未定。督办铁路大臣吕海寰自从接手津浦铁路的工程后，从英德两国借来的贷款达到500万英镑，利息每年有二三百万英镑，30年还清本息，在技术和设备上的安排上都受到德国设计师的牵制。
天津西站于1909年8月，1910年12月14日投入运营，站房亦由德国建筑师设计，建筑材料也由海外运来。建成后的天津西站老站房为砖混结构二层楼房，建筑整体坐南朝北，立面强调对称式构图，造型丰富，建筑平面呈凸字形。建筑顶部为红瓦坡顶，开有老虎窗和烟囱，外立面为清水砖墙，窗套、立柱、花饰及入口台阶均为石材，上雕有南极仙翁仙鹤还有龙嘴的图案与西洋风味的洋楼相配可谓中西合璧，窗式和窗套变化多样，是一座具有典型折衷主义风格的德国新古典主義建筑。

### 民国时期
1912年11月，津浦铁路全线开通，天津西站成为最早连结中国南北干线铁路的车站和国际通关口岸站。天津西站初建时，站内共有4条股道、2座站台、1座天桥、1座站房，年发送旅客12.7万人、运输货物5.1万吨。1937年日军占领天津，天津西站被占领后，车站的线路被改成5条股道，并另建了一个南货场。同时期，日本人在西站前街紧邻西站的位置修建了一座工厂。

### 1949年以后

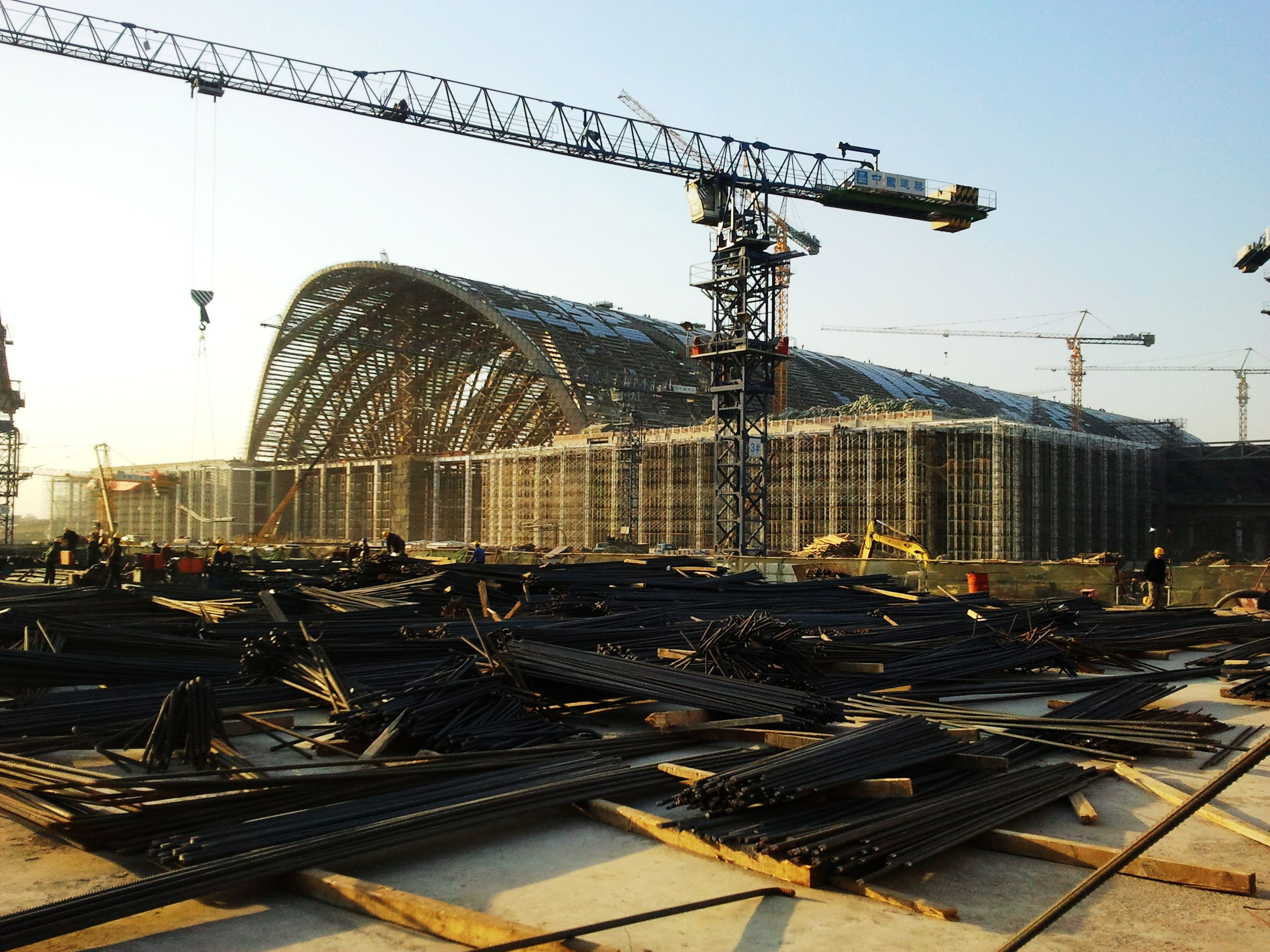
2011年3月7日建设中的天津西站新站房

1949年，天津西站被铁道部核定为三等站。1955年，天津西站升格为二等站。1962年，随着旅客和货物发送量的持续增长，天津西站再次升格为一等站。1984年，天津地铁既有线延伸至天津西站，使天津西站与北京站在同一年成为中国大陆地区最早有地铁接驳的两座火车站。1993年1月，天津西站进行过一次改建工程，于1995年底基本建成。2003年下半年天津市政府出资766万元再次大修。天津西站一站台是国际通关口岸站。此次改造工程，主要是对一站台的采光设施进行改造、修建雨棚和增高站台。改造后的一站台将为广大中外旅客提供一个更加宽敞明亮、舒适方便的乘车环境。
天津西站下辖西站货场、西营门货场、陈塘庄货场（包括陈塘支线），其中下辖的西营门货场是铁道部批准的中俄大吨位集装箱的办理站。担负天津市的红桥区、南开区、河西区、西青区、大港区部分工厂、企业、港口生产原料、燃料及建筑材料、民用必需品的到达和部分产品外运的运输业务。

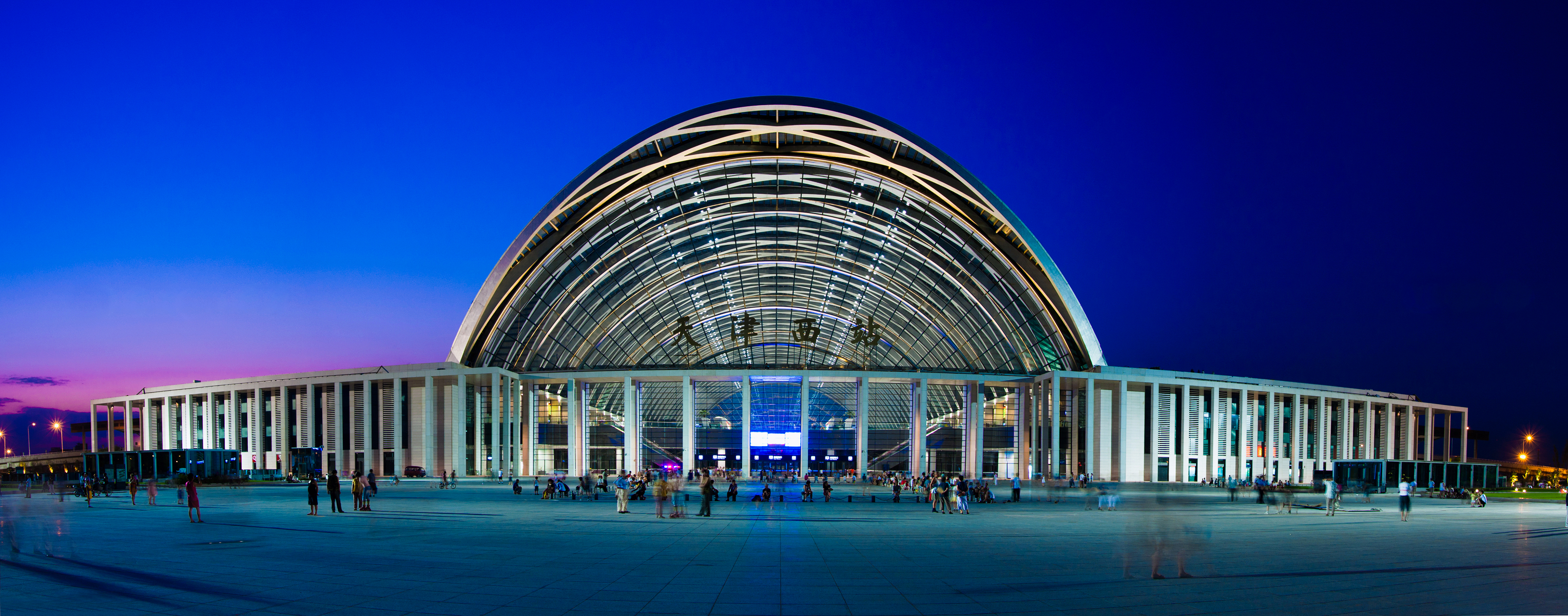
傍晚蓝调时刻的天津西站

2009年2月4日，作为京沪高速铁路五大始发站之一的天津西站开始进行改造扩建。为配合改造工程的展开，2009年5月4日零时起，天津西站停止办理客运业务，并于同日停止售票；而杨柳青站作为临时客运站，接替天津西站所有旅客列车接发。同年6月，《天津市空间发展战略规划》发布，确立了西站地区作为天津城市副中心的重要地位。2011年6月30日，新天津西站落成并投入使用。与此同时，天津地铁一号线西站站也重新开放。2012年春运，天津西站普速场投入使用。

## 车站结构

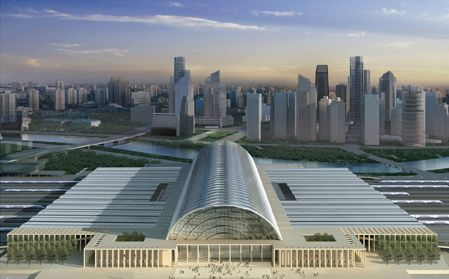
天津西站主体鸟瞰图

2008年，随着京沪高速铁路的开工建设天津西站改扩建开工。旅客在西站可以实现铁路、公交、天津地铁一号线、四号线和六号线的零距离换乘。西站总占地面积68万平方米，站房主体结构为地上2层、地下3层，总建筑面积23万平方米，配套工程建筑面积32万平方米，天津西站枢纽工程全部完工后将取代天津站成为天津市最大的交通枢纽中心。车站设13站台26线，其中正线2条，到发线24条，包括11个岛式站台和2个侧式站台。站房建筑面积为104500平方米。站房采用线上高架候车结构，包括南北两个站房和高架站房，并在两侧设置站前高架和落客平台。

### 主站房
早在2005年，天津西站即开始为改扩建整体工程举行设计方案的国际竞标竞赛，最终由德国GMP（冯·格康·玛格及合伙人建筑师事务所）和铁道第三勘察设计院共同设计的方案中标。天津西站工程于2009年2月4日正式开工建设，于2010年11月18日站房工程开始实施主体结构封顶。工程采用大跨度单层联方网格形筒壳整体提升技术，大跨度钢屋盖东西跨度114米，南北总长318.65米，总重量达1.8万吨。
在规模和技术先进程度方面，天津西站在建设时均达到了当时中国建筑界的最高水平。天津西站超大的钢结构拱顶被建筑师喻为一座“城市大门”，其内部为天津西站的候车大厅。候车大厅通透的钢结构可以引导自然光线进入到大厅，同时高耸的无柱空间提升了乘客停留其间的舒适度，使旅客对站内各部分功能一览无余同时也形成清晰的空间定位。天津西站外立面设计有环绕裙房的柱廊，它构成站房与站前广场之间的过渡。作为基座的20米高的拱廊裙房强调了大气的城市空间性和使用上的开敞性，营造了站前广场与站房之间舒适宜人的过渡空间。拱顶结构在南北两端以半回形玻璃幕墙的形式作为结束，为其内部的候车大厅提供了通透的视野，拱顶在端头部分的出挑为室内提供了部分遮阳功能。

### 站线布置
天津西站站场布置初定为独立站台13台24线（24站台面24线），后来更改为独立站台13台26线（24站台面26线），站台为岛式侧式混合站台，共设有13座独立站台，依据到发线细分为24个站台。由南向北依次是，京津城际高速车场4台6线（与高速场共用一台），京沪高铁、津秦客专共用的高速车场7台12线（与城际场、普速场各共用一台），京沪铁路普速车场2台4线（与高速场、津保场各共用一台），津保铁路车场3台4线（与普速场共用一台）。其中，京沪高速铁路由津沪联络线从西端引入天津西站，京津城际客运专线由京津城际联络线从东端引入天津西站，津秦客运专线由天津站到天津西站地下直径线由东端引入天津西站，津保城际铁路由天津西站起，经霸州至保定。据悉，天津西站作为天津地区的枢纽辅助客运站，分别与南仓站、天津北站、曹庄站、西营门站相连。
2011年6月30日京沪高速场与新天津西站一同启用，2012年1月8日普速车场正式启用，部分普速列车同时停靠天津西站和天津站。

## 车站景观

### 老站房
原天津西站候车楼是有着百年历史的典型德国式建筑，在西站改扩建工程中被完整保留，成为天津西站的历史人文景观。2009年9月24日，天津西站候车楼采用滑动摩擦平移方法以平均每分钟2.6厘米的速度平移至新址，这是天津市首例木结构建筑的平移工程，第一阶段向南平移135米。10月23日，第二阶段向东平移40米。11月9日上午11时天津西站候车楼完成平移，到达新址地基所在地终点。2010年5月4日西站候车楼改造进入整体抬升阶段，工程设计由98个千斤顶将候车楼抬升3.6米。平移完成后的西站小洋楼作为铁路博物馆永久保留，并与西沽公园共同构成天津西站地区城市副中心的两大景观。此次整修的原则是“修旧如故，有机更新”。依照候车楼的老照片和历史档案，恢复原有的老虎窗和烟囱，墙体外立面上安装的排水管、空调等与与建筑整体风格不协调的室外设施将被遮蔽。

### 西站南广场
天津西站南广场位于新站房南侧，东至西站前街、西至复兴路、南至南运河北路、北至西青道，总占地面积20公顷。整体方案的整体几何构图采取以站房为圆心、逐层向外辐射的手法。景观设计与主站房“光辉”主题相呼应；下沉广场的布局增加商业的直接采光面；强化自由通廊与南广场的联系。南广场主要由集散广场、景观公园、特色商业区三部分构成。集散广场的设计以津味文化地面浮雕及标志塔为主，体现天津西站的文化意蕴。景观公园以绿地和各种灌木为主，保证视线通透。南广场的地面铺装采用了防滑大理石，以保障在雨雪天气时旅客的安全。

### 西站北广场
天津西站北广场位于站房北侧，南至车站站台、北至子牙河、西至复兴路，总占地面积16.5公顷。北广场主要由交通广场、景观休闲广场、枢纽控制中心、公交首末站、出租车蓄车场、社会停车库和自行车库组成。

### 周边景点
天津西站位于中心城区的城市副中心，距离市中心距离较近，附近的旅游景点有天津之眼摩天轮、天石舫、北方近代工业博物馆和西沽公园等，此外距离海河沿线景观区也较近。
- 天津河北大街立交桥
- 天津之眼摩天轮
- 海河夜景
- 古文化街

## 西站枢纽工程

西站副中心位置示意图

天津西站所处地区为天津市区的旧城区，市容面貌落后。借扩建改造天津西站之际，天津市在城市总体规划和城市空间发展战略规划中，明确将西站周边地区建设成为天津市的城市副中心。天津西站地区城市副中心规划范围东至南口路，西至红旗北路，南至南运河，北至普济河道，总占地面积10平方公里。西站副中心将建设为集商务金融、商业贸易、文化休闲、交通枢纽、居住于一体集中，展现天津崭新城市形象。
天津西站交通枢纽工程分为铁路西站建设工程和配套市政公用工程两部分，其中配套工程包括：南广场、北广场、管理控制中心、邮政枢纽中心、长途客运中心、西青道下沉隧道、复兴路高架桥、快速路西纵联络线立交桥、子牙河南路拓宽和南运河北路拓宽十大子项工程。工程总建筑面积55万平方米，是集高铁、普铁、地铁、公交车、出租车等多种交通方式为一体的枢纽中心。市政配套工程从2009年4月开工，至2011年6月30日竣工与京沪高铁同步投入运行。新建地上建筑9万平方米、地下工程20万平方米，新建河北大街立交主线全长2.2公里、西青道下沉隧道1.4公里、复兴路高架桥主线全长2.1公里，地面石材铺装8万平方米，新增绿化面积6万平方米。

### 铁路相关工程
京沪高速铁路天津西站及相关工程包含新建连接京沪高速铁路正线的津沪联络线、京津城际联络线，天津西站高速车场、普速车场、动车存车场、站房及其他房屋、无站台柱雨棚，改建津浦线、西营门走行线、陈塘支线，改扩建南仓站、西营门站，建大毕庄站货场。

### 换乘交通
2009年2月4日，京沪高速铁路新天津西站动工，天津西站开始进行全面改造，建成后取代天津站成为天津市最大的综合交通枢纽，旅客可在站内实现铁路、地铁、公交、出租车等交通工具的直接换乘。2011年6月30日，天津地铁1号线西站站重新开放；2016年12月31日，6号线车站开通；2025年7月8日，4号线车站启用，令西站站成为三线换乘站。此外，天津市交通集团在南广场西侧设有公路客运西站。
2025年6月21日，位于车站北出口上的北京大兴国际机场天津西站城市航站楼开始试运营，为东航及南航旅客办理值机、行李托运等手续。
| 编号 | 编号 | 线路             | 线路 | 线路               | 收费  | 运营商     | 备注                                         |
| ---- | ---- | ---------------- | ---- | ------------------ | ----- | ---------- | -------------------------------------------- |
|      | 153  | 西站公交站（A2） | ⇆    | 杨柳青公交站       | 2元   | 公交三公司 | 合并原 669 西段、824 东段 快线部分站点不停靠 |
|      | 161  | 西站公交站（A1） | ⇆    | 港东三道公交站     | 2–6元 | 公交滨海   | 上下车刷卡                                   |
|      | 176  | 西站公交站（A1） | ⇆    | 港东三道公交站     | 7元   | 公交滨海   | 原 186快线                                   |
|      | 588  | 西站公交站（A2） | ⇆    | 静海公交站         | 5元   | 公交三公司 |                                              |
|      | 687  | 西站公交站（A2） | ⇆    | 精武镇公交站       | 2元   | 公交三公司 |                                              |
|      | 829  | 西站公交站（A2） | ⇆    | 理工大学主校区     | 2元   | 巴士实业   |                                              |
|      | 910  | 西站公交站（A2） | ⇆    | 天津公交新能源基地 | 2元   | 巴士实业   | 原 904区间                                   |

| 编号 | 编号 | 线路             | 线路 | 线路             | 收费   | 运营商     | 备注       |
| ---- | ---- | ---------------- | ---- | ---------------- | ------ | ---------- | ---------- |
|      | 24   | 西站公交站（B2） | ⇆    | 天津站（A5-3）   | 2元    | 公交三公司 |            |
|      | 31   | 西站公交站（B2） | ⇆    | 中北公交站       | 2元    | 公交三公司 |            |
|      | 52   | 西站公交站（B2） | ⇆    | 体育中心公交站   | 2元    | 公交三公司 |            |
|      | 158  | 西站公交站（B1） | ⇆    | 港西公交站       | 15元   | 公交滨海   |            |
|      | 168  | 西站公交站（B1） | ⇆    | 陈寨庄           | 2–12元 | 公交滨海   | 上下车刷卡 |
|      | 169  | 西站公交站（B1） | ⇆    | 太沙路公交站     | 15元   | 公交滨海   |            |
|      | 601  | 西站公交站（B2） | ⇆    | 杨柳青农场生活区 | 2元    | 公交三公司 |            |
|      | 661  | 西站公交站（B2） | ⇆    | 红光农场         | 2元    | 公交三公司 |            |

| 编号 | 编号  | 线路             | 线路 | 线路             | 收费 | 运营商     | 备注 |
| ---- | ----- | ---------------- | ---- | ---------------- | ---- | ---------- | ---- |
|      | 10    | 西站公交站（C1） | ⇆    | 引河北里         | 2元  | 公交一公司 |      |
|      | 15    | 西站公交站（C1） | ⇆    | 乌江北里         | 2元  | 公交一公司 |      |
|      | 635   | 西站公交站（C2） | ⇆    | 方山道公交站     | 2元  | 公交四公司 |      |
|      | 746   | 西站公交站（C1） | ⇆    | 王庆坨公交站     | 5元  | 公交一公司 |      |
|      | 806   | 西站公交站（C1） | ⇆    | 智达道公交站     | 2元  | 公交四公司 |      |
|      | 810   | 西站公交站（C1） | ⇆    | 柴楼新庄园公交站 | 2元  | 公交一公司 |      |
|      | 观光1 | 西站公交站（C2） | ⇆    | 蓝海商贸城       | 2元  | 巴士实业   |      |

| 编号 | 编号 | 线路              | 线路 | 线路             | 收费 | 运营商   | 备注         |
| ---- | ---- | ----------------- | ---- | ---------------- | ---- | -------- | ------------ |
|      | 469  | 西站公交站（南4） | ⇆    | 江洼口           | 13元 | 公交滨海 |              |
|      | 651  | 西站公交站（南4） | ⇆    | 天津科技大学西院 | 7元  | 公交滨海 | 途经津滨高速 |

| 编号     | 编号  | 线路       | 线路 | 线路               | 收费   | 运营商     | 备注                             |
| -------- | ----- | ---------- | ---- | ------------------ | ------ | ---------- | -------------------------------- |
|          | 503   | 西站北广场 | ⇆    | 东海路地铁站       | 2–6元  | 滨公二分   |                                  |
|          | 652北 | 西站北广场 | ⇆    | 米立方海世界公交站 | 2–4元  | 公交二公司 | 上下车刷卡 合并原 152            |
| 棉四宿舍 | 652北 | 短线 ⇆     |      | 米立方海世界公交站 | 2–4元  | 公交二公司 | 上下车刷卡 合并原 152            |
|          | 652快 | 西站北广场 | ⇆    | 三号院             | 2–11元 | 公交二公司 | 原 652 合并原 169（第一代）、807 |

## 争议
天津西站扩建后的新站房在投用初期，由于仅承担京沪高铁高速车场的始发终到任务，停站列车较少，一度被铁路爱好者戏称“太空西站”。随着津保客运专线开通、京津城际南仓联络线加车等因素，扩建后的天津西站客流逐渐增加，“太空西站”的戏称已名不副实。

## 相关主题
- 天津市铁路枢纽：天津站、天津西站、滨海站、滨海西站
- 京沪高速铁路天津车站：天津西站、天津南站
- 天津地铁西站站
- 天津北站、杨柳青站